# سوق النجارين

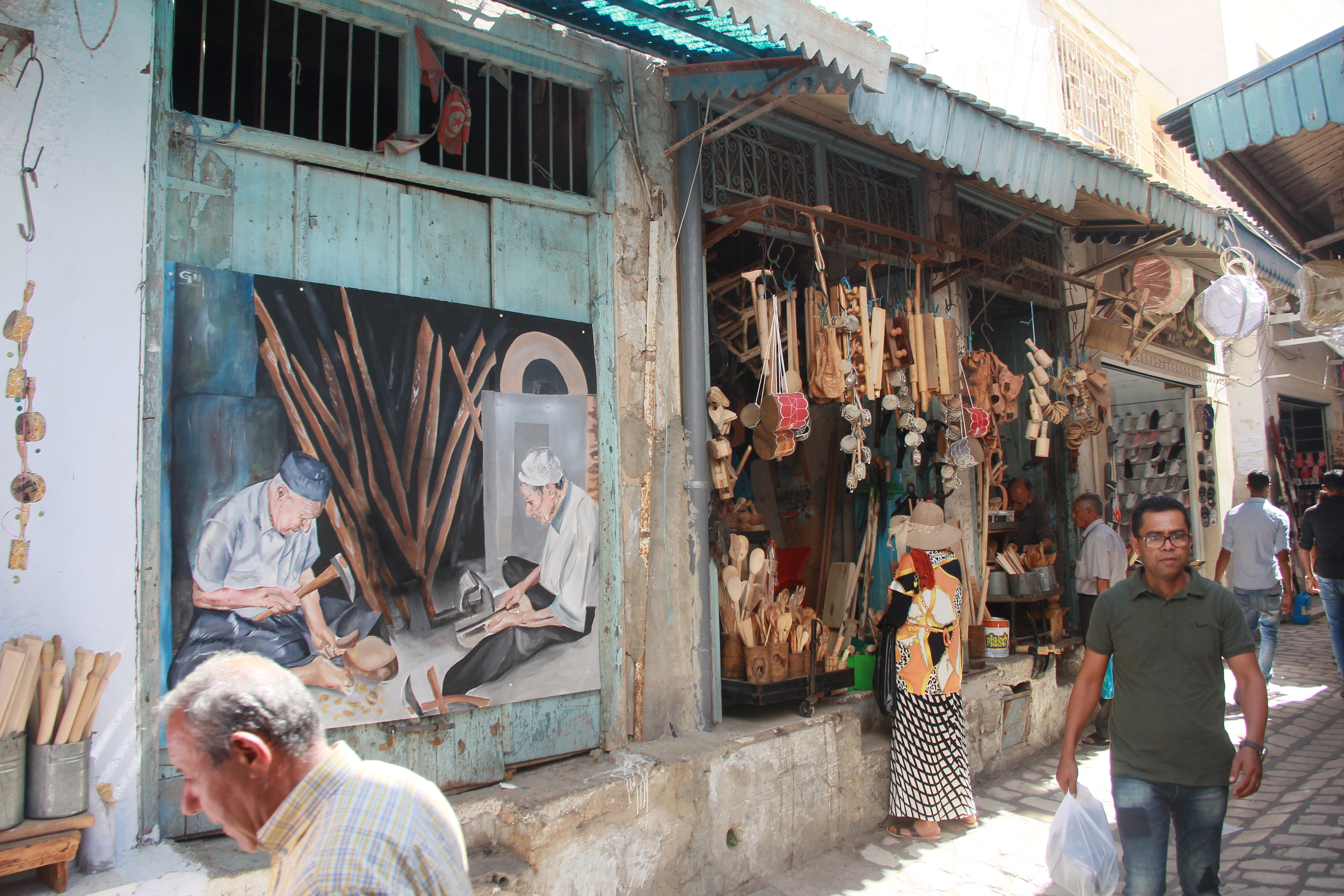
سوق النجارين

سوق النجارين واحد من أقدم أسواق المدينة العتيقة بصفاقس.

## موقعه
كان السوق موجودا بتقاطع سوق الحدادين و نهج الباي (شارع المنجي سليم حاليا), بالقرب من باب نهج الباي.

## وظيفته
كما يدل اسمه, فإن هذا السوق اختص في حرفة النجارة. إلا أن المميز فإن نجاري هذا السوق كانوا يستعملون خشب شجر الزيتون في منتوجاتهم التي هي بالأساس صناعات تقليدية يدوية.
مازال حرفييو هذا السوق محافظين على صنعتهم رغم كل المنافسة التي يشهدونها من قبل تكنلوجيات الصناعة الجديدة.